# Morucha

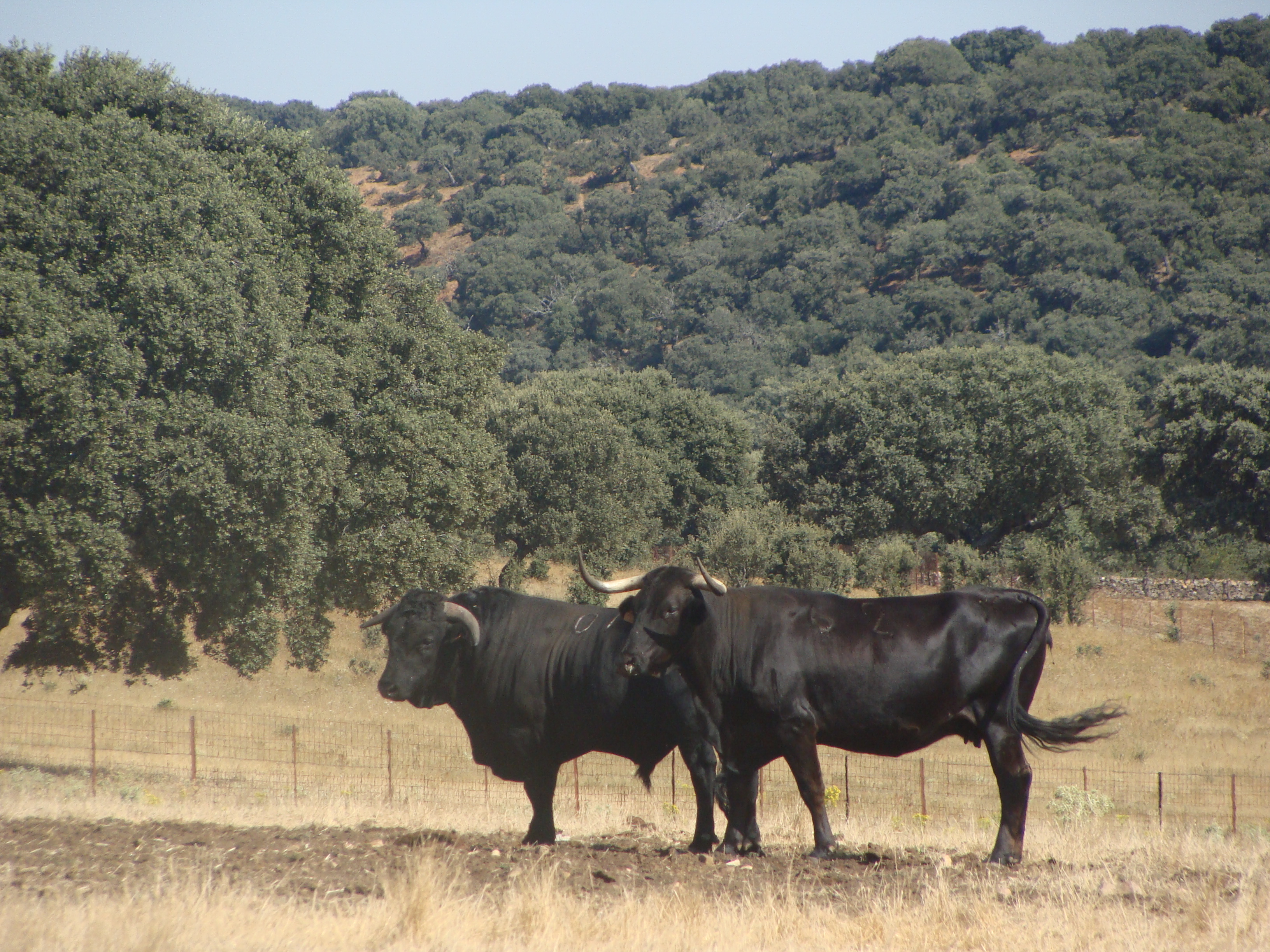
Vaca y toro de la variedad Negra

La morucha es una raza bovina autóctona española. También se conoce, aunque es menos extendido, como raza salmantina.

## Morfología
Se trata de un animal rústico y resistente, que se cría en régimen extensivo, y cuya finalidad principal es la producción de carne, aunque algunos bueyes se utilizan como cabestros. Su tamaño es medio, y sus pelajes habituales son el negro uniforme y el cárdeno. Presenta el morro pigmentado, por lo cual se dice que es una raza morena, a su vez tiene una gran armonía corporal y proporcionalidad.

## Aptitudes
Ancestralmente, servía como animal de trabajo (de tiro) y en festejos populares (sustituyendo al ganado bravo). Sin embargo, hoy en día es muy valorada por su aptitud cárnica.
Los tipos de productos comerciales son tres principalmente:
- Ternero de hierba o pastenco: sacrificado con 5 a 9 meses y 180-200 kg.
- Añojo: con un año y dos hierbas con pesos vivos entre 250-300 kg.
- Novillo: de dos años a dos años y medio y pesos entre 400-450 kg.

El rendimiento medio en canal es del 56%. Es apta para cruces industriales con Charolesa, Limusín o Blanco Azul Belga.

## Distribución
Su distribución principal se encuentra en la provincia de Salamanca, norte de Cáceres y suroeste de Zamora, asociada al ecosistema de la dehesa donde se encuentran los mejores ejemplares de la raza.

## Explotación
En régimen extensivo (ganadería extensiva), es decir, ocupan grandes extensiones de terreno y aprovechan los recursos naturales directamente. Se maneja en pastoreo de dehesa y la forma de reproducción es mediante monta natural en libertad.
Las instalaciones que requiere para su manejo son mínimas si se compara con otras razas de ganado vacuno, y sobre todo, con las explotadas en régimen intensivo. Los animales no necesitan ningún tipo de alojamiento, y soportan a la intemperie las más adversas condiciones climáticas de la zona. Tan solo precisa cercas, comederos (para épocas de escasez en las que hace falta suplementación), bebederos (en ausencia de manantiales naturales, ríos o charcas en el prado) y mangas de manejo (para poder realizar las operaciones tales como saneamientos veterinarios, vacunaciones, marcados e identificaciones o cargas en camiones para su traslado por venta...).

## Figura de Calidad
Produce una carne muy apreciada.  Prueba de su calidad objetiva, la carne fresca goza de Indicación Geográfica Protegida, denominada Carne de morucha de Salamanca.